# Enfleda (królowa)
Enfleda, królowa, również Enfleda z Deiry, staroang. Eanflæd, również Enflaeda (ur. 19 kwietnia 626 w Deirze, zm. 11 grudnia 704 w Whitby) – benedyktyńska ksieni, święta Kościoła katolickiego.
Była córką króla Nortumbrii Edwina i Etelburgi (córki króla Kentu Ethelberta). Po śmierci ojca w została wywieziona przez biskupa Paulina do hrabstwa Kentu. Około 642 wyszła za mąż za króla Bernicji Oswego. W 644 Oswy przyjął zwyczaje rzymskie, co zaakceptowała. Po śmierci Oswiu w 670 Enfleda wstąpiła do benedyktyńskiego opactwa Whitby założonego przez św. Hildę, w którym ksienią była jej córka Aelfflaeda (Ælfflæd; + 714). Przebywała tam do śmierci.
Jej wspomnienie liturgiczne w Kościele katolickim obchodzone jest 24 listopada.